# IPhone Simulator
iPhone Simulator（アイフォーン シミュレータ）は、iOS SDKに含まれるソフトウェアである。iOS SDKで作られたアプリケーションをシミュレートできる。標準のiPhone、iPod touch、iPadと比べて、写真、設定、連絡先、Safariの4つのアプリケーションがデフォルトで入っている。アプリケーションの回転した場合のシミュレーションできるが、加速度のテストはできない。またaltキー（109キーボード）やオプションキー（Appleキーボード）を押しながらマウスを操作することでマルチタッチのシミュレートも可能である。ver2.0から日本語にも対応している。
iPhone Simulatorは、通常 /Developer/Platforms/iPhoneSimulator.platform/Developer/Applications のディレクトリにある。
2008年3月に公開されたiPhone SDK Beta版ではAspenという名称となっていた。バージョン2よりiPhone Simulatorとなった。